# Lacroix-Falgarde
Lacroix-Falgarde – miejscowość i gmina we Francji, w regionie Oksytania, w departamencie Górna Garonna.
Według danych na rok 1990 gminę zamieszkiwało 1478 osób, a gęstość zaludnienia wynosiła 243 osoby/km² (wśród 3020 gmin regionu Midi-Pyrénées Lacroix-Falgarde plasuje się na 240. miejscu pod względem liczby ludności, natomiast pod względem powierzchni na miejscu 1404.).